# Dakka (architektura)

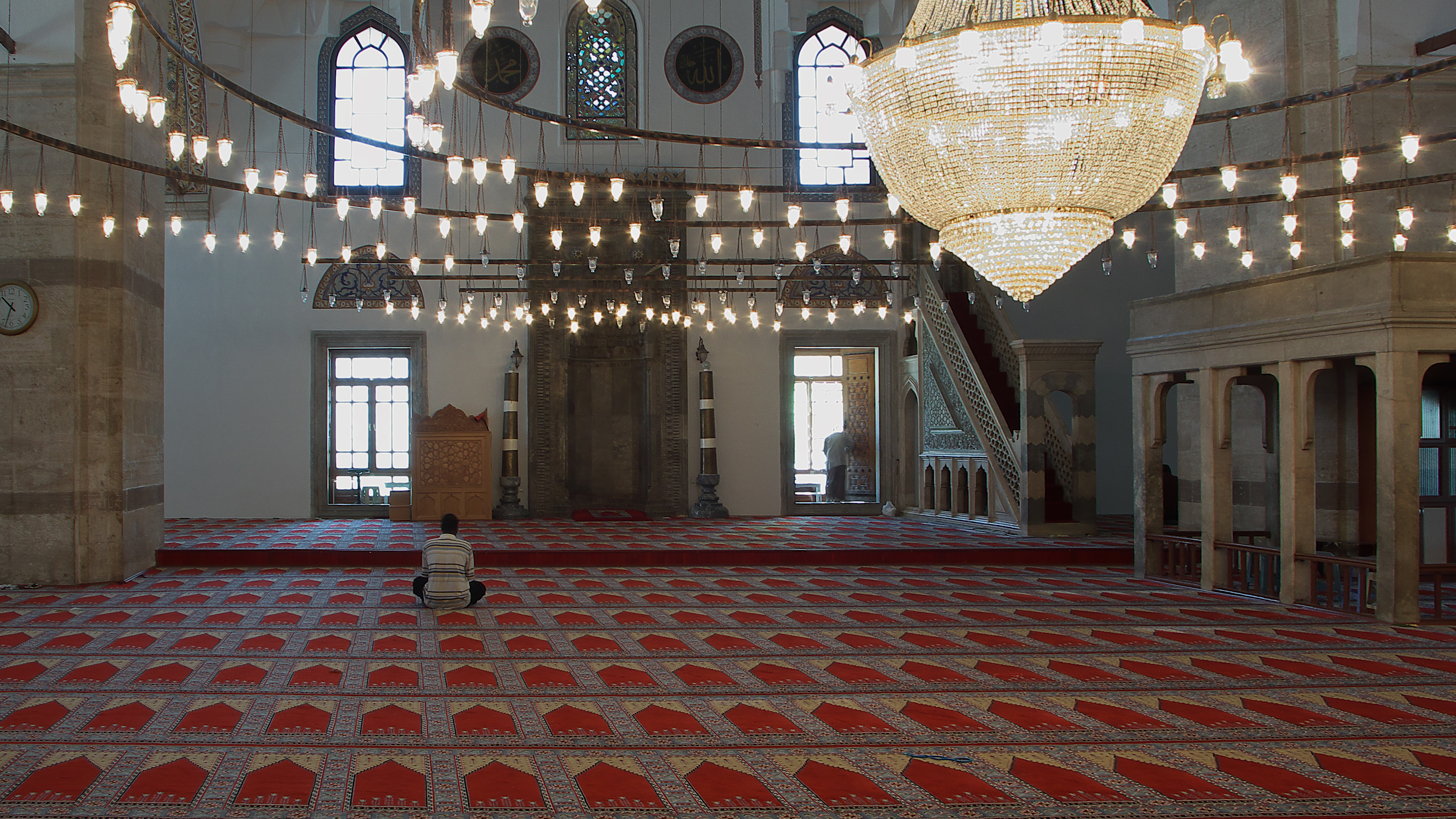
Dikka: (po prawej stronie) w meczecie Selima II w Konyi, Turcja.

Dakka (dikka) –  wysoka (ok. 2 m.) ławka lub podium w meczecie, zbudowana z drewna lub marmuru służąca 
recytatorowi Koranu do głośnego, śpiewnego czytania tekstu podczas nabożeństw lub modlitw zbiorowych. Ustawiano ją w pobliżu mihrabu.
Recytator wchodził na górę po drabinie lub schodkach. Platforma na której recytator zasiadał „po turecku” zwykle otoczona była barierką.
Ławy drewniane pokrywano płaskorzeźbionymi dekoracjami i geometrycznymi intarsjami, powierzchnie marmurowych zdobiono skromnymi ornamentami roślinnymi.